# Apache-licentie
De Apache-licentie (Engels: Apache License) is een softwarelicentie voor vrije software uitgebracht door de Apache Software Foundation. De licentie staat toe dat software (als broncode of in binaire vorm) aangepast en/of opnieuw verspreid mag worden op voorwaarde dat een kopie van de Apache License wordt meegeleverd en de eerdere copyrightvermeldingen behouden blijven.

## Versies

### Apache License v1.0
Drie verschillende versies van de Apache License zijn beschikbaar:
Apache License v1.0 is de originele licentie zoals deze door de Apache Software Foundation is uitgebracht in 1995. Deze versie wordt enkel nog gebruikt bij oudere Apache-pakketten zoals v1.2 van de Apache-webserver.

### Apache License v1.1
In 2000 bracht de Apache Software Foundation versie 1.1 van de Apache License (The Apache Software License, Version 1.1 genoemd) uit. Kleine aanpassingen zoals de naamsverandering in The Apache Software Foundation (eerder The Apache Group) werden doorgevoerd.
Enkel sectie 3 en 6 uit versie 1.0 werden grondig aangepast: de vereiste dat de volgende vermelding "This product includes software developed by the Apache Group for use in the Apache HTTP server project (http://www.apache.org/)." zowel in elke vorm van reclame als in elke herverspreiding aanwezig moest zijn werd weggelaten.
Vanaf versie 1.1 is het enkel verplicht dat de vermelding "This product includes software developed by the Apache Software Foundation (http://www.apache.org/)." in de documentatie voor de eindgebruiker aanwezig is. Het vermelden in de software zelf is vrijblijvend.

### Apache License v2.0
Versie 2.0 werd in januari 2004 uitgebracht en is veel uitgebreider dan de vorige versies. Hoewel de licentie is uitgebreid is hij nog steeds ontworpen om eenvoudig toe te passen te zijn.

## De licentie
De Apache License staat iedere gebruiker toe om de gelicenseerde software te gebruiken voor eender welk doel, de software te wijzigen en/of opnieuw te verspreiden. Wijzigingen die zijn aangebracht in de software mogen onder elke licentievoorwaarde verspreid worden. Dit geldt niet voor de ongewijzigde code, deze dient altijd onder de Apache License verspreid te worden.
De licentie wordt toegepast door
- Het toevoegen van een kopie van de licentie in een bestand met de naam LICENSE.
- Een bestand met de naam NOTICE (dit bestand vermeldt de productnaam, jaartal en andere gelicenseerde producten die gebruikt zijn) toe te voegen, in dezelfde map als waar het bestand LICENSE zich bevindt.
- Elk origineel document een korte license header, een koptekst die naar de licentie verwijst, te geven.